# Тахта (Челябинская область)
Тахта — упраздненный посёлок в Верхнеуфалейском городском округе Челябинской области России. На момент упразднения находился в административном подчинении рабочего поселка Нижний Уфалей. Исключён из учётных данных в 1995 году.

## География
Располагался в северных отрогах хребта Кальян, северо-западнее горы Горновая, на правом берегу реки Малый Карсанак (приток реки Карсанак), на расстоянии примерно 7 км по прямой к юго-западу от посёлка Нижний Уфалей.

## История
По данным на 1970 год посёлок Тахта входил в состав Нижнеуфалейского поссовета. В поселке действовал лесоучасток.
Исключен из учётных данных Постановлением Областной Думы Челябинской области от 21 декабря 1995 года № 307.

## Население
| 1970 | 1977 | 1983 |
| ---- | ---- | ---- |
| 277  | ↘195 | ↘118 |